# Jalasjärvi
Jalasjärvi este o fostă comună din Finlanda.